# 东城车辆段
东城车辆段位于中国广东省东莞市东城街道茶山北路（茶山站西侧），是东莞轨道交通2号线唯一一个车辆基地，于2016年5月27日建成使用。

## 历史
- 2014年10月25日，东莞轨道交通2号线首批工程车抵达东城车辆段[3]。
- 2015年3月23日，东城车辆段牵引混合变电所一次性送电成功[4]。
- 2015年5月27日，东莞轨道交通2号线电客车在东城车辆段试车线上开始动态调试[5]。

由于首列列车的行驶里程达到了60万公里，东莞轨道交通于2018年8月28日在车辆段启动车辆架修保养工作。同年12月24日，首列车完成架修并投入运营服务，标志着东莞拥有电客车自主架修能力。
2022年10月27日，东莞轨道交通2号线车辆大修开工仪式在东城车辆段检修主厂房举行。
2023年4月28日，东莞轨道交通2号线车辆增购项目首列车运抵东城车辆段。